# Bogumiłów (gmina)
Bogumiłów (od 1953 Monice) – dawna gmina wiejska istniejąca do 1953 roku w woj. łódzkim. Nazwa gminy pochodzi od wsi Bogumiłów, lecz siedzibą władz gminy były Monice (obecnie dzielnica Sieradza). 
W okresie międzywojennym gmina Bogumiłów należała do powiatu sieradzkiego w woj. łódzkim. Po wojnie gmina zachowała przynależność administracyjną. Według stanu z 1 lipca 1952 roku gmina Bogumiłów składała się z 11 gromad: Bobrowniki, Bogumiłów, Chojne, Dąbrówka Sieradzka, Jeziory, Kłocko, Monice, Okręglica, Sokołów, Stoczki i Wiechucice.
21 września 1953 roku jednostka o nazwie gmina Bogumiłów została zniesiona przez przemianowanie na gminę Monice.